# Marian Piotrowski
Marian Piotrowski (ur. 8 września 1939 w Warszawie) – polski polityk, poseł na Sejm II kadencji.

## Życiorys
Ukończył w 1965 studia na Wydziale Melioracji Wodnych Szkoły Głównej Gospodarstwa Wiejskiego w Warszawie. Był prezesem spółki budowlanej. W 1996 uzyskał mandat posła na Sejm II kadencji w okręgu podwarszawskim z listy Bezpartyjnego Bloku Wspierania Reform.
Zasiadał w Komisji Polityki Przestrzennej, Budowlanej i Mieszkaniowej oraz w Komisji Młodzieży, Kultury Fizycznej i Sportu. Był także członkiem dwóch podkomisji.
Grał kiedyś w pierwszoligowej drużynie piłki ręcznej klubu „Warszawianka”.

## Życie prywatne
Jest żonaty, ma dwójkę dzieci.